# 太平闲话滑稽传
《太平闲话滑稽传》是徐居正（1420-1492年）编纂的高丽末期至朝鲜王朝初期的朝鲜民间滑稽故事集，是朝鲜文学史上最早出现的一部独立笑话集:760。 
《太平闲话滑稽传》的原本已经散佚，现存有顺庵本、一簑本、民资本、晚松本和白影本五个残本。除去重复，这5个残本共收录有267条笑话，加上权鳖《海东杂录》所引的4条，一共有271条。其中顺庵本存有187条条目，是各残本中收录条目最多的。顺庵本的第一则是《蔡生》（也称《月团团》），有四千多字，是《太平闲话滑稽传》最长的一则故事。《太平闲话滑稽传》的其它故事都在百字以内。:53-56